# Holubán Ferenc

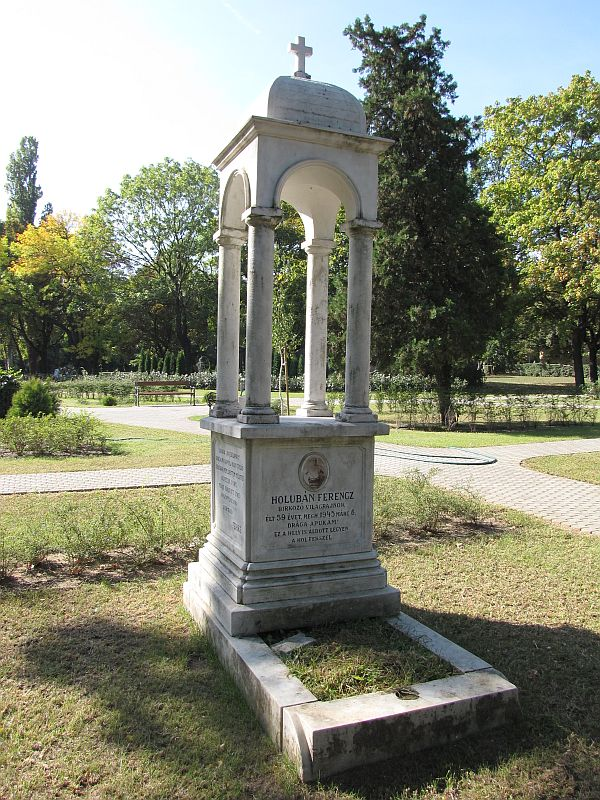
Holubán Ferenc síremléke (Budapest, Kerepesi úti temető)

Holubán Ferenc (Mezőkovácsháza/Kovácsházi puszta, 1887. szeptember 29.– Budapest, 1945. március 5.) magyar 3. helyezett olimpikon, kötöttfogású birkózásban. Teljes neve Holubán Ferenc Mihály. Foglalkozása szerint a jószáshelyi Purgly család parádéskocsisa, hentes szakképesítést szerzett.

## Sportegyesülete
Az aradi Toldi Athletikai Club (AC) és a Kereskedelmi Alkalmazottak Országos Sport Egyesülete (KAOE) birkózója, súlyemelője (1905–1910). 1905-1906 között a magyar válogatott tagja. Az egyik első ismert magyar professzionalista birkózóként és pankrátorként ért el nemzetközileg is jelentős eredményeket (1930-ig). 

### Olimpiai játékok
A kötöttfogású birkózók nagy nemzetközi erőpróbája az 1906. évi nyári olimpiai játékok birkózó bajnoksága, ahol a könnyűsúlyú (70 kg) kötöttfogás kategóriában 3. helyen végzett.

## Sportvezetőként
Aktív pályafutása mellett 1908-tól a Budapesti Posta és Távírda Tisztviselők Sport Egyesülete (BPTTSE) birkózóinak felkészítését 1920-1923 között a magyar birkózó válogatott edzője.